# Hydroeciodes leucogramma
Hydroeciodes leucogramma är en fjärilsart som beskrevs av George Francis Hampson 1903. Hydroeciodes leucogramma ingår i släktet Hydroeciodes och familjen nattflyn. Inga underarter finns listade i Catalogue of Life.